# José González Collado
José González Collado (Ferrol, La Coruña, Galicia; mayo de 1926;  Ferrol, La Coruña, 7 de enero de 2018) fue un pintor, dibujante e ilustrador español

## Biografía
González Collado nació en Ferrol, provincia de La Coruña el 27 de mayo de 1926. A los 12 años ingresó a la Escuela de Artes y Oficios de Ferrol, que fue fundada en 1881, la más antigua de este tipo en Galicia, por la que pasaron numerosos jóvenes ferrolanos, algunos de los cuales llegaron a destacar en la pintura. A los 17 años recibe su primer premio en la Exposición de Arte, Educación y Descanso, en La Coruña (1943); a los 18 gana el primer premio en la V Exposición de Arte del SEU, en La Coruña y le conceden una beca de ayuda juvenil con la que se irá a estudiar a Madrid.
Su primera exposición individual fue en 1944 cuando tenía 18 años en el Casino Ferrolano.
En 1945 se dirige a Madrid para estudiar pintura. El afán de aprender es enorme y a diario visita el Museo del Prado: siente fascinación por Velázquez, admira a Goya al que considera el mejor pintor del mundo, precursor del impresionismo y de la pintura moderna.
Realiza el examen de ingreso en la Escuela de Bellas Artes de Madrid, dibuja, a tamaño natural, una figura de una escultura griega de dos metros de altura. Aprueba con el número 2, en un curso de 90 alumnos. En la escuela aprenderá sobre forma y color, técnicas y estilos.
En 1947 se casa con la ceramista Josefina Pena, con la que tiene tres hijas. 
En 1950 viaja por el norte de África, Marruecos y Argelia, donde pinta nuevos temas y otros colores.
En 1957 viaja a París donde se empapa de museos y pintores, en el centro mundial de las últimas tendencias artísticas desde el siglo XIX.
En 1959 vuelve a Madrid, y allí permanece hasta 1997, año en que regresa a Ferrol, donde monta su nuevo estudio en el sigue trabajando.
Finalizando el año 2006, el Ayuntamiento de Ferrol le organiza una Exposición Antológica, a sus ochenta años, donde presenta más de 160 obras que constituye un éxito de crítica y público.
Al mismo tiempo le es concedida la insignia de oro de la ciudad, y se urbaniza una plaza frente a su estudio que llevará su nombre, Plaza de José González Collado.
En el año 2012 el Diario de Ferrol le concede el premio a su trayectoria.
En el año 2015 es nombrado Hijo Predilecto en Ferrol, la ciudad que le vio nacer, por toda su trayectoria como referente del arte gallego y español.
En el año 2017 dona a la diócesis de Mondoñedo 76 cuadros de su colección. Su obra La Última Cena por sus dimensiones y representatividad será ubicada en la Catedral-Basílica de Mondoñedo.
En sus últimos años vuelve a pintar al aire libre, directamente del natural los preciosos paisajes gallegos, su tierra entrañable.
Fallece el 7 de enero del 2018 a los 91 años en Ferrol.

## Exposiciones
Ha realizado numerosas exposiciones en distintos países, aunque fundamentalmente en España y Portugal

## Honores

### Becas y premios
- 1943 - Primer Premio de Óleo y acuarela - en la Exposición de Arte Educación y descanso.
- Beca de Ayuda Juvenil para Madrid -	La Coruña.
- 1945 - Primer premio de Óleo V Exposición de Arte SEU - La Coruña.
- 1956 - Primer Premio de Óleo y acuarela - Educación y descanso -	La Coruña.